# Litoria havina
Espèce
Statut de conservation UICN

 LC  : Préoccupation mineure
Litoria havina est une espèce d'amphibiens de la famille des Pelodryadidae.

## Répartition
Cette espèce est endémique de Nouvelle-Guinée. Elle se rencontre entre 300 et 1 300 m d'altitude :
- en Papouasie-Nouvelle-Guinée dans la Province ouest sur le versant Sud des Star mountains ;
- en Indonésie dans l'ouest de la province de Papouasie sur les monts Wondiwoi.

## Publication originale
- Menzies, 1993 : Systematics of Litoria-Iris (Anura, Hylidae) and Its Allies in New-Guinea and a Note on Sexual Dimorphism in the Group. Australian Journal of Zoology, vol. 41, no 3, p. 225-255.